# 林伍德 (伊利諾伊州)
林伍德（英語：Lynwood）是位於美國伊利諾伊州庫克縣的一個村落。

## 地理
林伍德的座標為41°31′35″N 87°32′53″W / 41.52639°N 87.54806°W，而該地最高點為海拔高度188米（即617英尺）。

## 人口
根據2010年美國人口普查的數據，林伍德的面積為12.97平方千米，當中陸地面積為12.77平方千米，而水域面積為0.20平方千米。當地共有人口9007人，而人口密度為每平方千米694人。